# Universitat de Cardiff
La Universitat de Cardiff, (en anglès: Cardiff University i en gal·lès: Prifysgol Caerdydd) és una universitat pública de recerca científica situada a Cardiff, Gal·les, Regne Unit. Té uns 28.000 estudiants. Aquesta universitat està composta per tres "colleges": Arts, Humanitats i Ciències Socials; Ciències biomèdiques i Ciències de la Vida; i Ciències Físiques i Enginyeria.
Va ser fundada l'any 1883 com la University College of South Wales and Monmouthshire, i va esdevenir un dels colleges fundacionals de la Universitat de Gal·les l'any 1893, l'any 1999 va passar a ser una universitat independent. És membre del Russell Group de les universitats de recerca del Regne Unit. Està situada en el lloc 123 de les universitats del món segons QS World University Rankings.

## Història

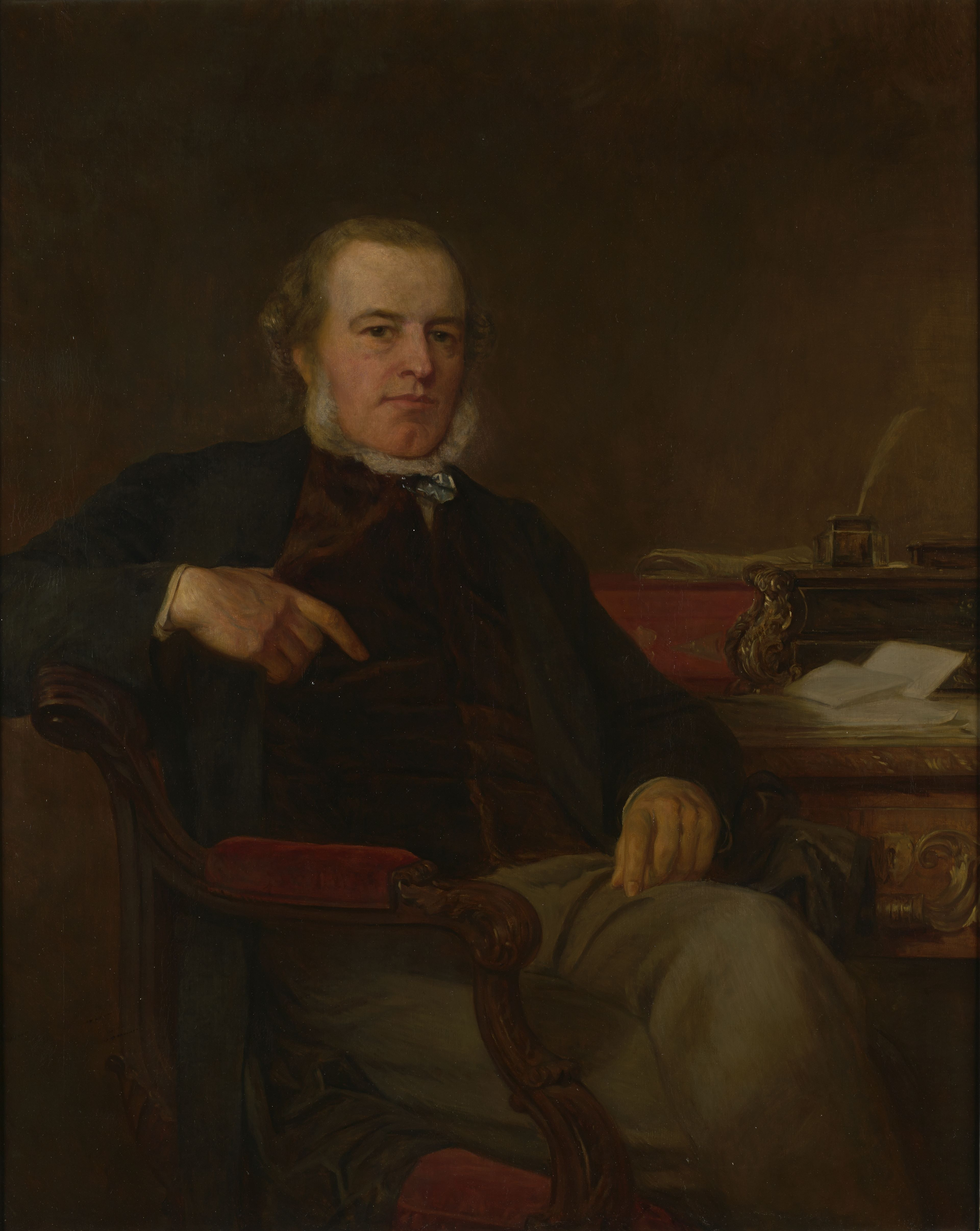
Lord Aberdare va ser part important en la fundació de la Universitat de Cardiff.

L'any 1879 s'iniciaren els debats al Parlament britànic per fundar un college al Gal·les del Sud.
L'octubre de 1881 el govern de William Gladstone va nomenar a aquest efecte un comitè presidit per Lord Aberdare, que va emetre un informe i el college del Sud de Gal·les es va situar a la localitat de Glamorgan mentre que el college de Gal·les del Nord, dins de la ja establerta University College of Wales, se situava a Aberystwyth (actualment Universitat d'Aberystwyth). Es va recomanar que aquesta universitat no ensenyés teologia.

## Finançament

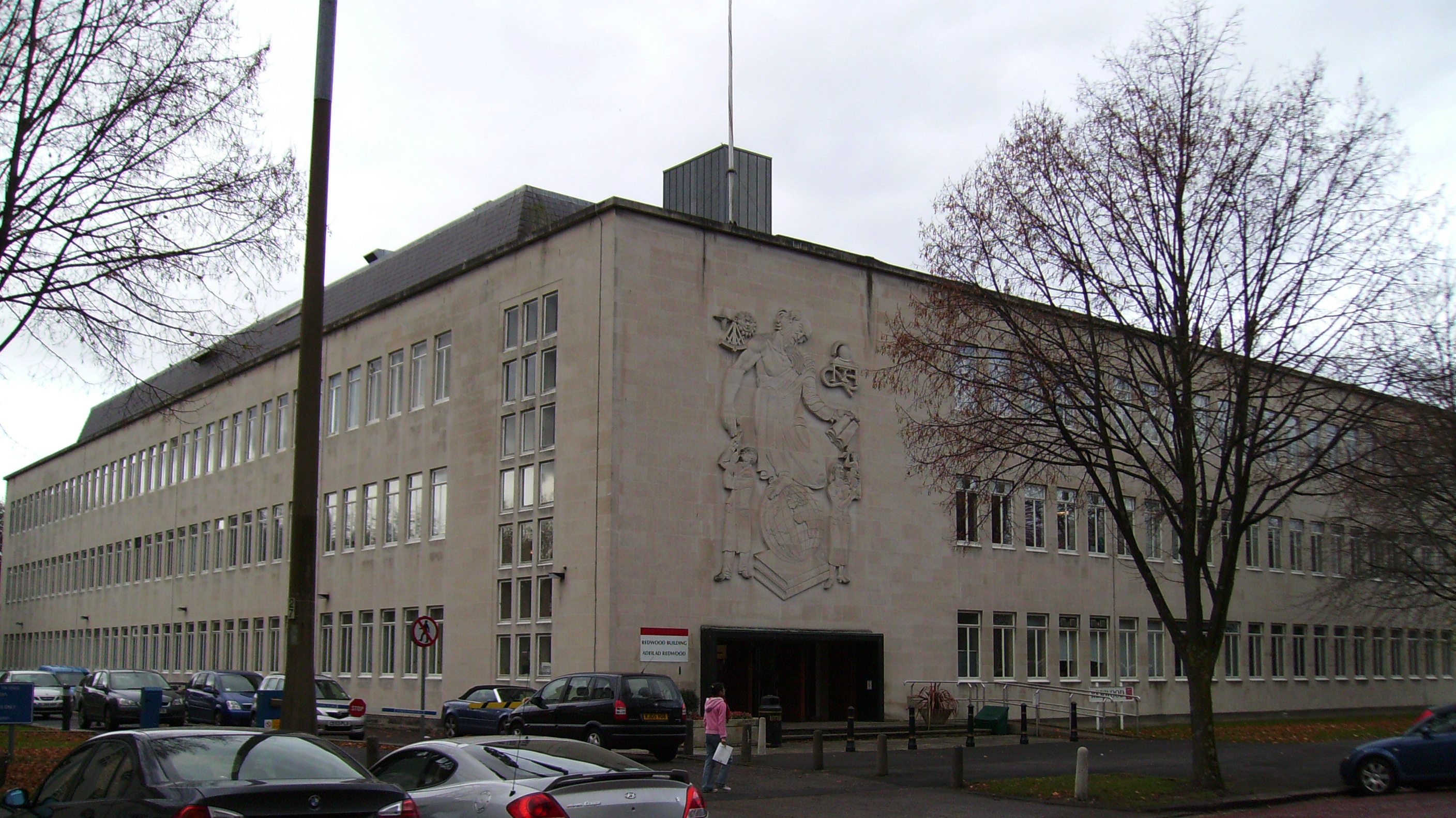
Redwood Building on hi ha l'escola de farmàcia

En l'any fiscal de 2012, la Universitat de Cardiff va tenir uns ingressos nets de 425.54 milions de lliures (£).

## Premis Nobel
La Universitat de Cardiff té dos Premi Nobel entre els seus membres: Sir Martin Evans i Robert Huber.